# Dream Drops
Dream Drops又名快轉童話，是2012年發行的線上遊戲，由玩酷科技製作。
在香港由遊戲橘子發行，於2012年5月10日封閉測試，5月30日公開測試。2013年12月2日停止營運。
在日本由遊戲橘子發行，於2012年9月13日開始封閉β測試，10月9日開始開放測試，2014年1月31日停止營運。

## 遊戲內容
本遊戲以各種童話故事為元素，玩家將扮演夢遊者進入稱作「After Dreams」的異世界展開冒險。

### 職業
- 胡桃鉗士兵：坦克。
- 糖果屋點心師：回復。
- 青鳥魔繪師：法術攻擊。
- 永無島小勇士：物理攻擊。

## 外部連結
- Dream Drops香港官方網站
- Dream Drops日本官方網站